# ジュラ語
ジュラ語 (Dioula, Dyula)は、マンデ語派に属するマンディング諸語と呼ばれる言語群の一変種である。主にブルキナファソ、コートジボワール、マリ共和国で話される他、ガーナ、ギニア、ギニアビサウなどでも話され、第一言語または第二言語として何百万人もの話者を擁する。マンディング諸語のひとつで、言語系統的にバンバラ語にもっとも近い関係にある。マンディンカ語やバンバラ語と相互理解性がある。西アフリカで商用言語として使われ、当該地域の最有力言語の一つに数えられる。マンデ語派の多分に漏れず、ジュラ語もまた声調言語である。
ラテン文字正書法が用いられてきた他、1949年に発明されたンコ文字、またはアラビア文字で表記される。

## 使用地域
ジュラ語という呼称が指す範囲は広い。コートジボワール北部とブルキナファソ西部では、民族間のリングア・フランカとして「タグシ語（tagboussikan）」と（侮蔑的に）呼ばれるジュラ語が商人に話されている。これは現代バンバラ語に非常に近く、ある側面ではその地域変種とみなせる。この他、ジュラ語と通称される地域変種は20以上存在する。マンディング諸語を比較する際には、ジュラ語を代表してコン・ジュラ語が用いられることが多い。コンの都市周辺の地域は、歴史的にジュラ語の故地とみなされている。
マンディング諸語は方言連続体であるため、言語間に明確な区分はない。北西部の方言はマニンカ語に近く、ジュラ語ではなくマニンカ語に含める場合もある。1999年の国際SILによる調査では、マホウ語、カニガ語、コヤ語、オディエンネ語、ボンドク語、コロ語、ウォロドゥグ語が存在し、少なくとも5つの方言に区分されると結論付けられた。
コートジボワールにおいて、"Jula" という呼称は「大衆的」更には「与太者」といった否定的なニュアンスで用いられるため、識者やメディアはより高尚なイメージのある"Malinke"という呼称を好んで使用する。符牒の一種であるヌシ語については、ジュラ語とスス語という2つのマンディング系言語に由来するものである。とは言え、ヌシ語における ジュラ語系借用語は、話者の教育レベルが上がるにつれて減少する傾向がある。

## 歴史
歴史的に「ジュラ（ジュラ語：jula）」は民族名ではなく、マンディング諸語で「商人」を意味する名称である。この語は、ムスリムの商人を、同じ地域に住む非ムスリムの住民（主にセヌフォ族の農業従事者）と区別して称するものだった。彼らは15世紀頃からに西アフリカ全域に広がり、「ジュラ」はバンバラ族やマンディンカ族など、マンディング語を話す商人およびその言語を指すエクソニム（外部からの呼称）となった。ヨーロッパの侵略者たちは彼ら商人に依存していたため、植民地化はジュラ語の拡大と影響を止めることはなく、むしろ増幅させた。フランス語とジュラ語は至極急速に、コートジボワール近郊において新しく脱部族化した無産階級の中で競合状態に入った。
現在、「ジュラ」はマニンカ語の要素が混じった簡略版マリバンバラ語も指すようになった。この簡略化された言語は広く使われるリングア・フランカとなった。サヘルからの何百万人もの移民労働者の流入以降、リングア・フランカの必要からコートジボワールにおけるジュラ語の使用はさらに促進された。多くのブルキナファソ人はコートジボワール滞在中にジュラ語を学び、母国でさらに広めた。今日、ジュラ語は少なくともコートジボワール人の約61％とブルキナファソ人の約35％（主に同国南部ないし西部の居住者）などに使用されている。
2024年6月27日、Google 翻訳にジュラ語が追加された。

## 音韻論

### 子音
|            |            | 両唇音 | 歯茎音 | 硬口蓋音 | 軟口蓋音 | 声門音 |
| ---------- | ---------- | ------ | ------ | -------- | -------- | ------ |
| 鼻音       | 鼻音       | m      | n      | ɲ        | ŋ        |        |
| 破裂音     | 無声       | p      | t      |          | k        |        |
| 破裂音     | 有声       | b      | d      |          | ɡ        |        |
| 歯擦音     | 無声       |        |        | c        |          |        |
| 歯擦音     | 有声       |        |        | j        |          |        |
| 摩擦音     | 無声       | f      | s      |          |          | h      |
| 摩擦音     | 有声       | v      | z      |          |          |        |
| ふるえ音   | ふるえ音   |        | r      |          |          |        |
| 接近音     | 接近音     |        |        | j        | w        |        |
| 側面接近音 | 側面接近音 |        | l      |          |          |        |

### 母音
|          | 前舌 | 中舌 | 後舌 |
| -------- | ---- | ---- | ---- |
| 狭母音   | i    |      | u    |
| 半狭母音 | e    |      | o    |
| 半広母音 | ɛ    |      | ɔ    |
| 広母音   |      | a    |      |

これら7母音はいずれも「長母音-短母音」「口母音-鼻母音」の対立を持つ。

## 表記体系

### ラテン文字
ラテン文字（ローマ字）の正書法は、ブルキナファソでは国立言語委員会ジュラ語小委員会によって統制されている。この小委員会は1971年7月15日に設立され、翌16日、ジュラ語アルファベットを定むべく研究を開始した。アルファベットは1973年7月27日に公開され、1979年2月2日に公的地位を得た。後に、借用語用に "c" "j" が追加され、 "sh" が "s" に、"ny" が "ɲ" に改められた。
| ジュラ語アルファベット | ジュラ語アルファベット | ジュラ語アルファベット | ジュラ語アルファベット | ジュラ語アルファベット | ジュラ語アルファベット | ジュラ語アルファベット | ジュラ語アルファベット | ジュラ語アルファベット | ジュラ語アルファベット | ジュラ語アルファベット | ジュラ語アルファベット | ジュラ語アルファベット | ジュラ語アルファベット | ジュラ語アルファベット | ジュラ語アルファベット | ジュラ語アルファベット | ジュラ語アルファベット | ジュラ語アルファベット | ジュラ語アルファベット | ジュラ語アルファベット | ジュラ語アルファベット | ジュラ語アルファベット | ジュラ語アルファベット | ジュラ語アルファベット | ジュラ語アルファベット | ジュラ語アルファベット | ジュラ語アルファベット |
| ---------------------- | ---------------------- | ---------------------- | ---------------------- | ---------------------- | ---------------------- | ---------------------- | ---------------------- | ---------------------- | ---------------------- | ---------------------- | ---------------------- | ---------------------- | ---------------------- | ---------------------- | ---------------------- | ---------------------- | ---------------------- | ---------------------- | ---------------------- | ---------------------- | ---------------------- | ---------------------- | ---------------------- | ---------------------- | ---------------------- | ---------------------- | ---------------------- |
| A                      | B                      | C                      | D                      | E                      | Ɛ                      | F                      | G                      | H                      | I                      | J                      | K                      | L                      | M                      | N                      | Ɲ                      | Ŋ                      | O                      | Ɔ                      | P                      | R                      | S                      | T                      | U                      | V                      | W                      | Y                      | Z                      |
| a                      | b                      | c                      | d                      | e                      | ɛ                      | f                      | g                      | h                      | i                      | j                      | k                      | l                      | m                      | n                      | ɲ                      | ŋ                      | o                      | ɔ                      | p                      | r                      | s                      | t                      | u                      | v                      | w                      | y                      | z                      |
| 音価                   |                        |                        |                        |                        |                        |                        |                        |                        |                        |                        |                        |                        |                        |                        |                        |                        |                        |                        |                        |                        |                        |                        |                        |                        |                        |                        |                        |
| a                      | b                      | c                      | d                      | e                      | ɛ                      | f                      | g                      | h                      | i                      | ɟ                      | k                      | l                      | m                      | n                      | ɲ                      | ŋ                      | o                      | ɔ                      | p                      | r                      | s                      | t                      | u                      | v                      | w                      | j                      | z                      |

ブルキナファソにおいて、ジュラ語アルファベットは28文字で構成され、それぞれが単一の音素を表す。正書法では、長母音は二重音字で表され、鼻母音はnを付して表される。
例：
- /e/ → "e"

- /eː/→ "ee"

- /ẽ/ → "en"

声調の表記は、1973年に推奨されたが、実質上使用されていない。2003年発行の転写ガイドでは、この推奨が再度行われることはなかった。声調は辞書関係の場面にのみ付記される。しかしながら、多義性を回避するために、声調の表記が必須となるケースがある。
- "a"（低）→彼、彼女

- "á"（高）→あなた方

### ンコ文字
ンコ文字は、マンディング方言連続体専用の表記体系であり、1949年にマリ出身のギニアの教育者ソロマナ・カンテによってコートジボワールで考案された。現在、この文字はUnicodeとしてデジタル化されており、ンコ文字によるンコ語（マンディング諸語共通の書記言語）版ウィキペディアも存在する。しかし、日常生活のあらゆる分野にフランス語（ひいてはラテン文字）が普及していること、加えて政府の資金不足により、ンコ文字の普及は順調とは言えず、主にギニアとマリで40万～90万人の使用者が存在するに留めている。

## 別称
- デュラ語
- デゥウラ語
- ディユラ語
- ディュラ語
- ディウラ語
- Dioula
- Dioula Véhiculaire
- Diula
- Djula
- Dyoula
- Dyula
- Jula
- Jula Kong
- Kong Jula
- Tagboussikan
- Trade Jula

## 方言
- Kong Jula (dyu-kon)
- Dioula Véhiculaire (dyu-dio)
- Tagboussikan (dyu-tag)